# Seznam avstralskih pevcev resne glasbe
Seznam avstralskih pevcev resne glasbe.

## C
- Joan Carden

## D
- Peter Dawson

## H
- Joan Hammond

## M
- Nellie Melba
- Yvonne Minton
- Eva Mylott

## S
- Joan Sutherland

## W
- Harold John Williams (1893–1976)